# Emília de Sousa Costa

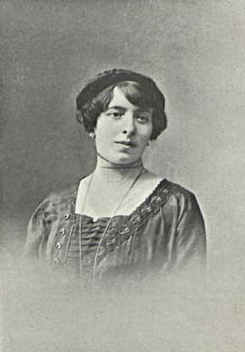
Emília de Sousa Costa, 1914

Emília da Piedade Teixeira Lopes de Sousa Costa (* 15. Dezember 1877 in Almacave, Lamego; † 7. Juni 1959 in Porto) war eine portugiesische Schriftstellerin, Autorin von Kurzgeschichten und Feministin, die als Pionierin der Kinderliteratur in portugiesischer Sprache gilt.

## Leben
Sousa Costa wurde als Tochter von Oberst Luís Maria Teixeira Lopes aus São João da Pesqueira und Maria do Pilar Pinto Cardoso aus Penajóia geboren.
Am 5. Oktober 1904, im Alter von 26 Jahren, heiratete sie den Richter und Schriftsteller Alberto de Sousa Costa (1879–1961).
Sousa Costa war eine energische Verfechterin von Frauenbildung und eine der Gründerinnen der Caixa de Auxílio a Raparigas Estudantes Pobres, eine Unterstützungskasse für arme Schülerinnen. Sie war Lehrerin an der Tutoria Central da Infância de Lisboa, einer Einrichtung zur Unterstützung straffälliger oder verlassener Kinder, und gehörte dem Vorstand des Federação Nacional dos Amigos das Crianças an. Ihr Feminismus war gemäßigt; sie gehörte nicht zu denen, die absolute Gleichberechtigung anstrebten. Primär trat sie für Bildungsgleichberechtigung ein. In zwei Schriften von 1823 vertritt sie die absolute und dringende Notwendigkeit, die Bildung der Frauen zu fördern. Freiheit für Frauen ist das Ergebnis von Bildung und Erziehung. Damit einher geht Arbeit, wenn sie erforderlich wird. Für sie sind Frauen von Natur aus vorzugsweise auf die häusliche Sphäre beschränkt. Es sei jedoch notwendig, die Rechte derjenigen zu verteidigen, die außerhalb des Hauses arbeiten müssen. Arbeit und Bildung, wirtschaftliche Unabhängigkeit und kulturelle Aufwertung sah sie als zwei Eckpfeiler. Die politische Rolle war ihr nicht so wichtig: „Die Politik [...], das müssen wir anerkennen, ist mit ihren Ecken und Kanten, ihren Kämpfen, ihren persönlichen Ambitionen noch immer in keinem Land der Welt ein Handlungsfeld, in dem sich die feine Sensibilität der Frauen wohlfühlt.“
Als Schriftstellerin widmete sich Sousa Costa hauptsächlich dem Schreiben von Kinderbüchern. Sie schrieb verschiedene Kurzgeschichten und Romane für ein erwachsenes Publikum.
Im Jahr 1925 veröffentlichte sie ein Reisetagebuch mit dem Titel Como eu vi o Brasil über ihre Reise nach Brasilien im Jahr 1923, die sie über Lissabon, Madeira, die Kapverdischen Inseln und schließlich Brasilien führte. Sie war über die Armut und die Krankheiten auf den Kapverden entsetzt. Aber sie bewunderte Landschaften Brasiliens und vor allem auf Madeira: „Endlich taucht Madeira auf, ein wunderbares Fleckchen Eden, auf das unsere eifrigen Augen mit Bewunderung blicken.“
Im Jahr 1933 veröffentlichte sie den Roman Quem tiver filhas no mundo…, dem mehrere Kurzgeschichten beigefügt sind.
Am 21. März 1934 wurde sie mit dem Orden des heiligen Jakob vom Schwert im Range eines Offiziers ausgezeichnet.
In mehreren Städten, darunter Belém (Bundesstaat Pará), Lissabon, Setúbal und Almada, sind Straßen nach ihr benannt.
1935 veröffentlichte sie ein Buch mit dem Titel Lendas de Portugal („Legenden aus Portugal“), das 26 Kurzgeschichten mit portugiesischen Legenden und historischen Erzählungen enthält.
Im Jahr 1947 veröffentlichte sie in Zusammenarbeit mit Ofélia Marques das Buch No reino do Sol. Sousa Costa war eine große Förderin des Werks der Brüder Grimm und übertrug viele ihrer Märchen ins Portugiesische.
In ihren letzten Lebensjahren lebte Sousa Costa mit ihrem Mann in dem als Conventinho de Contumil („Kloster von Contumil“, ein Ort im Stadtgebiet von Porto) bekannten Haus, wo sie im Alter von 81 Jahren starb.
Im Vorfeld des 100. Jahrestages des Beginns der ersten Republik 2010 gab die CTT Correios de Portugal eine Briefmarkenserie zu Frauen der Republik heraus, um die Frauenrechtsaktivistinnen aus den Anfängen der Republik zu würdigen. Emília de Sousa Costa ist eine Marke zu 1,15 EUR gewidmet.